# Seeley Lake
Seeley Lake – jednostka osadnicza w Stanach Zjednoczonych, w stanie Montana, w hrabstwie Missoula.